# Университет Тохоку Гакуин
Университет Тохоку Гакуин (яп. 東北学院大学) — частный университет Тохоку Гакуин, расположенный в городе Сендае.

## История
|                 |  |                  |  |                     |
| Осикава Масаёси |  | Уильям Эдвин Хой |  | Дэвид Боуман Шнедер |

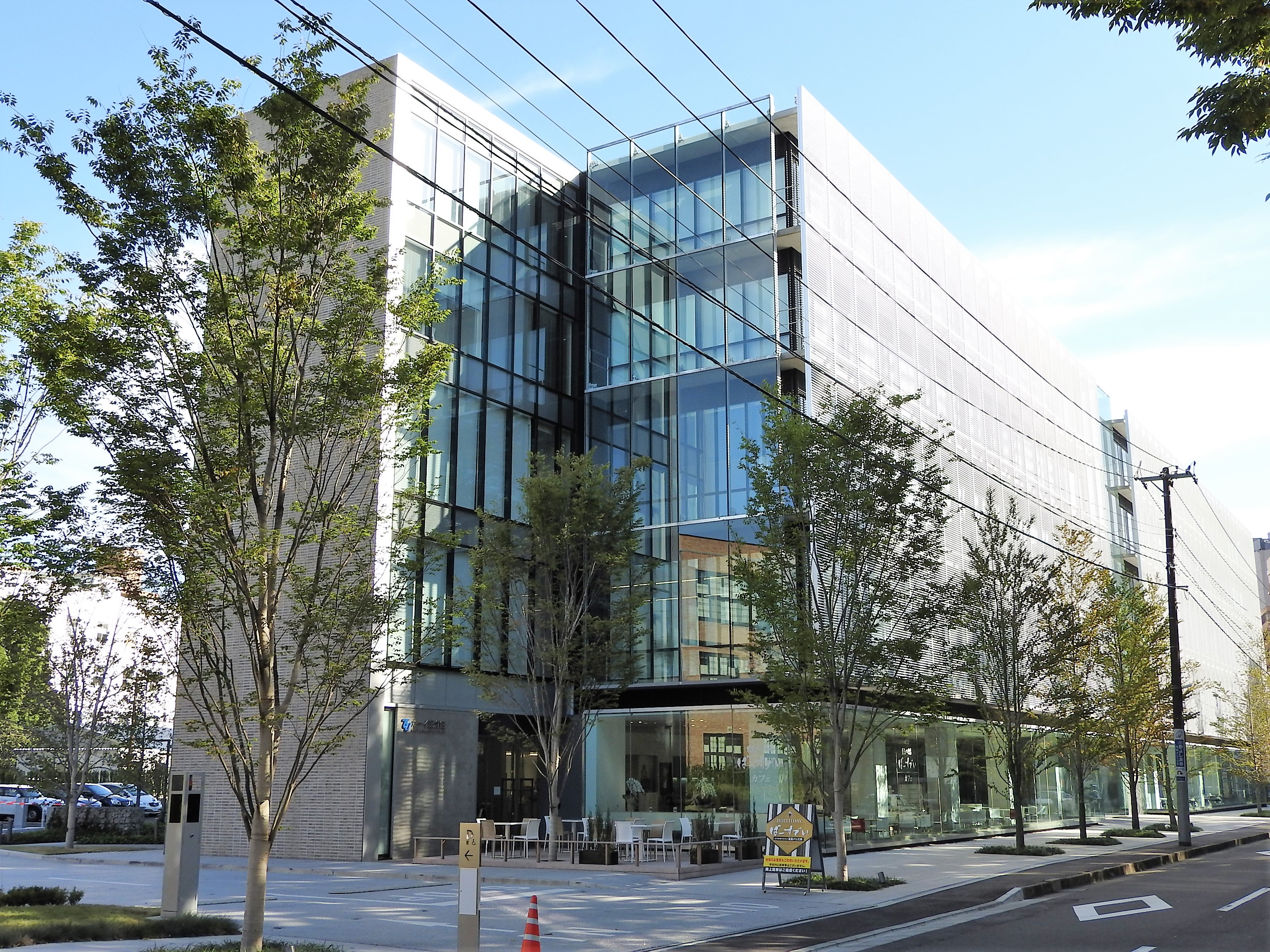
Университетский корпус им. Уильяма Хоя

Университет Тохоку Гакуин существует более 130 лет. Учебное заведение началось с создания в 1886 году духовной семинарии, основанной Осикавой Масаёси, одним из первых протестантов Японии, и миссионером Уильямом Эдвином Хоем. Осикава стал первым президентом семинарии. В 1891 году семинария была переименована в школу Тохоку Гакуин, и был добавлен курс для нехристианских учащихся.
В 1901 году Осикаву сменил на посту президента школы Дэвид Боуман Шнедер (1857–1938). В 1904 году курсы колледжа были расширены, и он получил статус специализированной школы. Сначала в колледже было два отделения: письмо и богословие. В 1918 году были добавлены нормальная школа и управления бизнесом. В 1926 году было построено главное здание университета в кампусе Цутитой, используемое до сих пор. Дэвид Шнедер оставил свой пост в колледже по возрасту (1936) в год 50-летия школы.
Во время Второй мировой войны школа была фактически вынуждена прекратить свою деятельность. Вместо школы (1944–1947) был создан колледж авиационной инженерии Тохоку Гакуин. После войны школа была реорганизована (в соответствии с новой системой образования Японии) в Университет Тохоку Гакуин (1949). В 1962 году в школе был открыт инженерный факультет в новом кампусе Тагаё. В 1989 году в школе был открыт факультет искусствоведения в кампусе Идзуми.

### Факультеты университета
В состав университета входят шесть факультетов (магистратура) и отделение аспирантуры:
- филологический (кампус Цутитой, район Аоба[англ.] города Сендая);
- экономический (кампус Цутитой);
- управления бизнесом (кампус Цутитой);
- юридический (кампус Цутитой);
- инженерный (кампус Тагадзё);
- искусствоведения (кампус Идзуми, район Идзуми[англ.] города Сендая);
- аспирантура.

Университет Тохоку Гакуин входит в образовательный комплекс Тохоку Гакуин, включающий также детский сад, начальную и среднюю школы.